# Effetto alessandrite
L'effetto alessandrite è un cambiamento di colore di un minerale dovuto alla fonte di luce utilizzata per illuminarlo. L'effetto prende il nome dalla gemma alessandrite, ma viene utilizzato anche per altri minerali con lo stesso effetto. L'alessandrite appare verde smeraldo alla luce del giorno, rosso ciliegia a lume di candela o a incandescenza. L'effetto è creato da una combinazione dal carattere della sorgente luminosa, dall'assorbimento spettrale del materiale e dalla sensibilità dell'occhio umano a diverse gamme spettrali di luce.

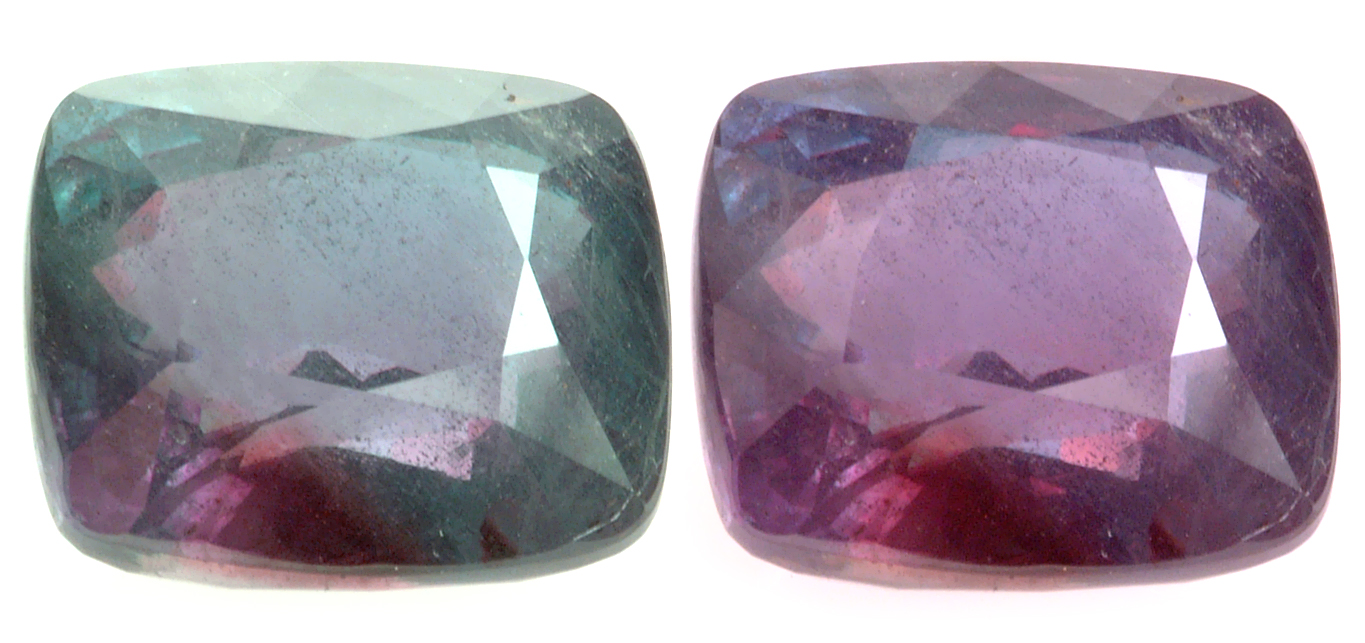
Alessandrite: a sinistra alla luce del giorno, a destra alla luce artificiale

## Spiegazione chimico-fisica

### Proprietà spettroscopiche

Spiegazione fisica del cambiamento di colore utilizzando uno spettro di assorbimento semplificato dell'alessandrite. Le bande di assorbimento a 420 nm (B) e 580 nm (A) sono in gran parte responsabili dell'effetto.

Le sostanze con effetto alessandrite sono caratterizzate da almeno due regioni spettrali a basso assorbimento (elevata trasmissione della luce) e da un'area intermedia ad alto assorbimento (bassa trasmissione della luce). Nel caso dell'alessandrite, i primi si trovano nell'intervallo spettrale blu-verde (intervallo 1) e rosso (intervallo 2), i secondi nell'intervallo spettrale verde-giallo (intervallo A) (vedi illustrazione a fianco). Le componenti spettrali blu-verdi di una sorgente luminosa vengono riflesse dal cristallo in una proporzione relativa maggiore rispetto all'osservatore rispetto alle componenti spettrali verde-gialla.

### Basi cristallochimiche dell'effetto ottico

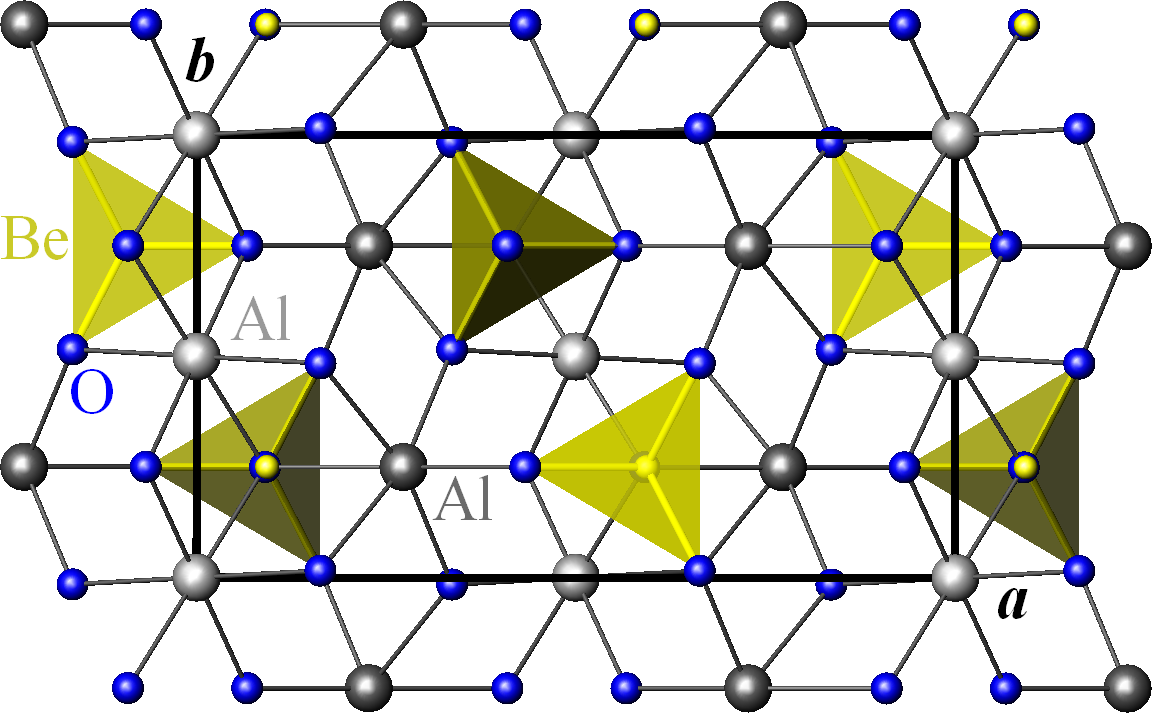
Reticolo cristallino di alessandrite: tetraedro [BeO_{4}] i cui angoli sono collegati tramite ioni Al^{3+} coordinati ottaedrici (ottaedro AlO_{6})

La causa della proprietà di assorbire la luce in certi intervalli spettrali sta negli atomi dei metalli di transizione nel minerale. Nell'alessandrite, è spesso il cromo depositato contro l'alluminio [nell'intervallo 0,4 – 2,2 % (m/m)], che è presente nel cristallo come uno ione Cr3+. In linea di principio, due diversi siti reticolari dello ione alluminio ottaedrico (Al3+) coordinati dall'ossigeno (O2−) (vedi sfere grigio chiaro e grigio scuro nel reticolo cristallino) possono essere sostituiti da Cr3+. La lunghezza di legame tra Al3+ e O2− (Cr–O) è diversa per questi due siti reticolari (Al(1): 189 pm, Al(2): 193,7 pm), in modo che quest'ultimo con una lunghezza di legame maggiore possa essere occupato più favorevolmente da un punto di vista energetico da ioni metallici più grandi. Il sito reticolare "più spazioso" è solitamente sostituito preferenzialmente con una selettività del 66-78 %, poiché lo ione Cr3+ ha un raggio ionico più grande (r[Cr3+] = 62 pm) rispetto all'alluminio (r[Al3+] = 54 pm). La presenza di Cr3+ sui due diversi siti reticolari porta ad una distorsione della simmetria ottaedrica, che determina in modo significativo le divisioni del livello di energia legate alla geometria per gli orbitali A2g, Eg, T2g e T1g. L'entità di questi valori di energia ha una notevole influenza sulle proprietà spettroscopiche, che includono la colorazione. La posizione causale delle due ampie bande di assorbimento (A e B nella figura) è essenzialmente determinata dall'aumento energetico degli elettroni negli orbitali {\displaystyle d} nel campo del legante di Cr3+ e O2− (transizione {\displaystyle d-d} dallo stato fondamentale A2g allo stato eccitato T1g e T2g). L'energia media della banda proibita per lo ione Cr3+ in entrambi i siti reticolari è ΔO = 2,17 eV tra il rubino regolare (ΔO = 2,24 eV, colore rosso) e lo smeraldo (ΔO = 2,05 eV, colore verde). Anche il rubino e lo smeraldo hanno ottaedri [AlO6] nella struttura cristallina, ma non mostrano un effetto alessandrite. Le bande di assorbimento (A e B) risultanti dalle energie della scissione del campo del ligando devono quindi avere un intervallo di tolleranza ristretto in termini di posizione e larghezza, affinché il cambiamento di colore ottico si dispieghi completamente.

### Carattere della sorgente luminosa
Gli ioni metallici nel reticolo cristallino assorbono diverse proporzioni di determinate lunghezze d'onda (o frequenze) della luce da diversi spettri, creando l'impressione visiva del cambiamento di colore. Ad esempio, i tubi fluorescenti non possono essere utilizzati per produrre un cambiamento di colore dal verde al rosso, poiché le onde luminose emesse sono troppo simili alla luce diurna. La luce a lume di candela o a incandescenza, d'altra parte, è eccellente per indurre questo, poiché contiene un'alta percentuale di luce gialla e rossa. La luce del giorno, la luce a incandescenza e la luce delle candele sono quasi come le radiazioni di un corpo nero e il carattere può essere specificato con una temperatura: 6200, 2700 e 1500 K rispettivamente. Lo spettro è continuo e maggiore è la temperatura, minore è la lunghezza d'onda del massimo. La luce di una lampada fluorescente è discontinua e contiene linee spettrali di mercurio. Anche la luce delle lampadine a LED è discontinua. L'occhio umano è più sensibile alla luce verde ed è meno sensibile alla luce con lunghezze d'onda superiori a 650 nm (rosso lontano).

### Influenza dei diversi metalli di transizione
All'aumentare della concentrazione di Cr3+, l'assorbimento della banda larga aumenta a 420 nm, il che significa che le alessandriti con un contenuto di cromo dell'1,5% (m/m) possono essere intensamente rosse alla luce del giorno e della luce artificiale e il cambiamento di colore viene soppresso. Altri atomi incorporati naturalmente come il vanadio, il manganese, il ferro, il titanio possono anche modificare il cambiamento di colore dell'alessandrite.

### Effetti simili con altri minerali

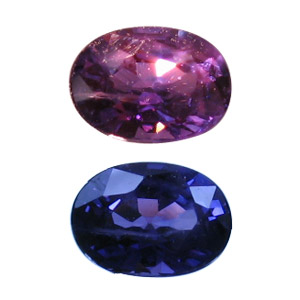
Cambiamento di colore dovuto all'effetto alessandrite nello zaffiro

In alcuni casi, l'effetto dell'alessandrite è stato osservato anche in altri minerali. Questi includono fluorite, corindone, cianite, monazite, spinello, alcuni granati e tormaline, nonché minerali di ossalato di metalli delle terre rare come la coskrenite-(Ce) e la zugshunstite-(Ce).
L'alessandrite ha anche una proprietà di cambiamento di colore, il pleocroismo, ossia il cambiamento di colore dipendente dalla direzione. Questo non deve essere confuso con l'effetto alessandrite. Il dicromatismo (cambiamento di colore dipendente dallo spessore o dalla concentrazione dello strato, noto anche come "effetto Usambara") è stato osservato in un'alessandrite prodotta artificialmente.